# Народна република България (орден)
Орден „Народна република България“ е учреден на 18 юни 1947 година.
Още същия ден с първа степен на ордена е награден в чест на неговия 65-годишен рожден ден най-видният тогава български комунист Георги Димитров, министър-председател на младата Народна република България.
Имал е 5 степени, както и златна звезда към първата степен на ордена; стават 3 степени през 1950 година.
Орденът е присъждан за изключителни успехи и заслуги в различни сфери на дейност, явявайки се фактически универсална награда. Награждавани са с него както граждани на България, така и чужденци, както военнослужещи, така и граждански лица.

## Описание
Знаците на ордена представляват многолъчева звезда с наложен на нея държавен герб на Народна република България. Центърът на звездата под герба е покрит с червен емайл и е фон за държавния герб.
За първата степен звездата е изготвяна от жълт метал, а гербът – от бял. За втората и третата степен звездата е изготвяна от бял, а гербът – от жълт метал.
Знаците на ордена за 1-ва и 2-ра степен са с еднакви размери: 44 на 42 мм. Знакът на ордена за 3-та степен се отличава от знака за 2-ра степен само по размера: 40 на 38 мм.
Обратната страна на всички ордени е гладка, огъната.
Ордените от първите серии се отличават от по-късните ордени по оформлението на държавния герб на аверса. Отначало е имал 3 ленти, свързващи класове пшеница с надпис „9.IX.1944“ на долната лента. На герба при последните серии вече са 4 ленти, разположени симетрично по 2 на десния и левия сноп пшенични класове, като на долните са били годините: отляво – 681, отдясно – 1944.
Носи се на 5-ъгълна колодка, с обтегната на нея бяла лента с 2 ивици отстрани със зелен и червен цвят (от средата към края).

## Лауреати
- Георги Димитров – 18 юни 1947 г.
- Йордан Миланов – 20 ноември 1984 г.
- Георги Кордов – III степен, 1985 г.
- Георги Несторов

### Организации
- Военна академия за въздушно-космическа отбрана маршал на Съветския съюз „Г.К.Жуков“
- Военна академия за материално-техническо обезпечаване „А. В. Хрульов“
- Военна свързочна академия „С.М.Будьони“
- Военноморска академия „Н.Г.Кузнецов“
- Военна академия за радиационна, химическа и биологическа защита
- Военновъздушна академия „Н.Е.Жуковски и Ю. А. Гагарин“
- Военновоздушна академия „Ю. А. Гагарин“
- Военновъздушна инженерна академия „Н.Е.Жуковски“
- Военноморска академия „Н.Г.Кузнецов“
- Московски институт по енергетика
- Санктпетербургски държавен електротехнически университет
- Средно училище „Христо Ботев“ (Враца)
- Студентска трибуна